# Siam Air Transport
Siam Air Transport Co., Ltd. (thailändisch สยามแอร์, im Markenauftritt Siam Air) war eine thailändische Fluggesellschaft mit Sitz in Bangkok und Basis auf dem Flughafen Bangkok-Don Mueang. Im Jahr 2017 wurde der Flugbetrieb eingestellt.

## Flugziele
Siam Air Transport flog von Bangkok Ziele in China sowie Singapur an.

## Flotte

### Flotte bei Betriebseinstellung
Mit Stand September 2017 bestand die Flotte der Siam Air Transport aus zwei Flugzeugen:
- Boeing 737-300

### Zuvor eingesetzte Flugzeuge
Davor wurden auch eingesetzt:
- Boeing 737-800